# Alopecosa valida
Alopecosa valida là một loài nhện trong họ Lycosidae.
Loài này thuộc chi Alopecosa. Alopecosa valida được Hippolyte Lucas miêu tả năm 1846.